# Curt Larsson
Pour les articles homonymes, voir Larsson.
Curt Larsson (né le 11 décembre 1944 à Nyköping en Suède) est un joueur professionnel suédois de hockey sur glace qui évoluait au poste de gardien de but. Il joue au hockey sur glace en Suède au plus haut niveau pendant près de dix ans avant de rejoindre l'Amérique du Nord.
Ainsi, il rejoint les Jets de Winnipeg de l'Association mondiale de hockey pour trois saisons et remporte avec eux la Coupe AVCO en 1976 avant de retourner finir sa carrière dans son pays. Il est le père Peter Larsson et le grand-père de Sebastian Larsson, tous les deux joueurs professionnels de hockey par la suite.

## Biographie
Larsson commence sa carrière en jouant avec le club de Södertälje SK en élite suédoise en 1964-1965. Le gardien est sélectionné une première fois pour jouer le championnat du monde en 1972 avec l'équipe de Suède alors que son pays se classe troisième. Il est de retour en championnat du monde en 1974 et remporte une nouvelle médaille de bronze. Il est mis en avant par les journalistes couvrant le tournoi en étant sélectionné dans l'équipe type même si le titre de meilleur gardien revient à Vladislav Tretiak. À la suite de ce bon tournoi, Larsson rejoint les Jets de Winnipeg de l'Association mondiale de hockey pour la saison 1974-1975 alors que l'équipe recrute un quatre Suédois : Ulf Nilsson, Lars-Erik Sjöberg et Anders Hedberg et deux Finlandais, Veli-Pekka Ketola et Heikki Riihiranta. 
Après une première saison sans qualification pour les séries éliminatoires, les Jets finissent la saison 1975-1976 premiers de l'AMH avec 106 points, à égalité avec les Aeros de Houston.  Grâce à son bon classement, l'équipe des Jets est exempté du premier tour des séries 1976. Ils battent en quart de finale les Oilers d'Edmonton 4 rencontres à 0 puis éliminent les Cowboys de Calgary en cinq rencontres. La finale de la Coupe Avco oppose les deux meilleures formations de la saison régulière : les Jets contre les Aeros. Les Aeros, menés par leur vedette Gordie Howe, sont doubles champions en titre et même si tout le monde s'attend à une finale disputée, il ne faut que quatre matchs aux joueurs de Winnipeg pour remporter leur première Coupe Avco, le dernier match se soldant par une victoire 9-1 des Jets.
Après une dernière saison dans l'AMH avec les Jets et une défaite en finale des séries 4-3 contre les Nordiques de Québec, Larsson retourne jouer dans son club formateur qui se classe dernier de la saison 1977-1978 et relégué en division 1. Deuxièmes de la poule Est du deuxième échelon suédois, Södertälje joue les barrages pour la montée mais ne parvient pas à saisir sa chance. À la suite de cet échec, Larsson arrête sa carrière.

## Statistiques
| Saison     | Équipe        | Ligue      |                            | Saison régulière           | Saison régulière           | Saison régulière           | Saison régulière           | Saison régulière           | Saison régulière           | Saison régulière           | Saison régulière           | Saison régulière           | Saison régulière           |                            | Séries éliminatoires       | Séries éliminatoires       | Séries éliminatoires       | Séries éliminatoires       | Séries éliminatoires       | Séries éliminatoires       | Séries éliminatoires       | Séries éliminatoires | Séries éliminatoires |
| Saison     | Équipe        | Ligue      | PJ                         | V                          | D                          | Pr/N                       | Min                        | BC                         | Moy                        | % Arr                      | Bl                         | Pun                        | PJ                         | V                          | D                          | Min                        | BC                         | Moy                        | % Arr                      | Bl                         | Pun                        |                      |                      |
| 1964-1965  | Sodertalje SK | Division 1 | 3                          |                            |                            |                            | 0                          |                            | 7,38                       | 82,8                       |                            |                            |                            |                            |                            | 0                          |                            |                            |                            |                            |                            |                      |                      |
| 1965-1966  | Sodertalje SK | Division 1 | 2                          |                            |                            |                            |                            |                            |                            | 95,7                       |                            |                            |                            |                            |                            |                            |                            |                            |                            |                            |                            |                      |                      |
| 1966-1967  | Sodertalje SK | Division 1 | Statistiques indisponibles | Statistiques indisponibles | Statistiques indisponibles | Statistiques indisponibles | Statistiques indisponibles | Statistiques indisponibles | Statistiques indisponibles | Statistiques indisponibles | Statistiques indisponibles | Statistiques indisponibles | Statistiques indisponibles | Statistiques indisponibles | Statistiques indisponibles | Statistiques indisponibles | Statistiques indisponibles | Statistiques indisponibles | Statistiques indisponibles | Statistiques indisponibles | Statistiques indisponibles |                      |                      |
| 1967-1968  | Sodertalje SK | Division 1 | Statistiques indisponibles | Statistiques indisponibles | Statistiques indisponibles | Statistiques indisponibles | Statistiques indisponibles | Statistiques indisponibles | Statistiques indisponibles | Statistiques indisponibles | Statistiques indisponibles | Statistiques indisponibles | Statistiques indisponibles | Statistiques indisponibles | Statistiques indisponibles | Statistiques indisponibles | Statistiques indisponibles | Statistiques indisponibles | Statistiques indisponibles | Statistiques indisponibles | Statistiques indisponibles |                      |                      |
| 1968-1969  | Sodertalje SK | Division 1 | 17                         |                            |                            |                            |                            |                            |                            | 85,7                       |                            |                            |                            |                            |                            |                            |                            |                            |                            |                            |                            |                      |                      |
| 1969-1970  | Sodertalje SK | Division 1 | 26                         |                            |                            |                            |                            |                            |                            |                            |                            |                            |                            |                            |                            |                            |                            |                            |                            |                            |                            |                      |                      |
| 1970-1971  | Sodertalje SK | Division 1 | 21                         |                            |                            |                            |                            |                            |                            | 87,9                       |                            |                            |                            |                            |                            |                            |                            |                            |                            |                            |                            |                      |                      |
| 1971-1972  | Sodertalje SK | Division 1 | 28                         |                            |                            |                            |                            |                            |                            | 88,7                       |                            |                            |                            |                            |                            |                            |                            |                            |                            |                            |                            |                      |                      |
| 1972-1973  | Sodertalje SK | Division 1 | 24                         |                            |                            |                            |                            |                            |                            | 91,8                       |                            |                            |                            |                            |                            |                            |                            |                            |                            |                            |                            |                      |                      |
| 1973-1974  | Sodertalje SK | Division 1 | 30                         |                            |                            |                            |                            |                            |                            | 87,9                       |                            |                            |                            |                            |                            |                            |                            |                            |                            |                            |                            |                      |                      |
| 1974-1975  | Winnipeg Jets | AMH        | 26                         | 12                         | 11                         | 1                          | 1 514                      | 100                        | 3,96                       | 88,7                       | 1                          | 4                          | -                          | -                          | -                          | -                          | -                          | -                          | -                          | -                          | -                          |                      |                      |
| 1975-1976  | Winnipeg Jets | AMH        | 23                         | 11                         | 10                         | 1                          | 1 287                      | 83                         | 3,87                       | 86,9                       | 0                          | 6                          | 2                          |                            |                            |                            |                            |                            |                            |                            | 2                          |                      |                      |
| 1976-1977  | Winnipeg Jets | AMH        | 19                         | 7                          | 9                          | 0                          | 1 019                      | 82                         | 4,83                       | 85                         | 0                          | 4                          | 1                          |                            |                            |                            |                            |                            |                            |                            | 0                          |                      |                      |
| 1977-1978  | Sodertalje SK | Elitserien | 5                          |                            |                            |                            | 258                        | 20                         | 4,65                       |                            | 0                          | 2                          |                            |                            |                            |                            |                            |                            |                            |                            |                            |                      |                      |
| 1978-1979  | Sodertalje SK | Division 1 | Statistiques indisponibles | Statistiques indisponibles | Statistiques indisponibles | Statistiques indisponibles | Statistiques indisponibles | Statistiques indisponibles | Statistiques indisponibles | Statistiques indisponibles | Statistiques indisponibles | Statistiques indisponibles | Statistiques indisponibles | Statistiques indisponibles | Statistiques indisponibles | Statistiques indisponibles | Statistiques indisponibles | Statistiques indisponibles | Statistiques indisponibles | Statistiques indisponibles | Statistiques indisponibles |                      |                      |
| Totaux AMH | Totaux AMH    | Totaux AMH | 68                         | 30                         | 30                         | 2                          | 3 620                      | 265                        | 4,16                       | 87,2                       | 1                          | 14                         |                            |                            |                            |                            |                            |                            |                            |                            |                            |                      |                      |

## Trophées et honneurs personnels
- Championnat du monde : médaille de bronze en 1972 et 1974
- Élu dans l'équipe type du championnat du monde 1974
- Coupe Avco : 1976